# Larrea cuneifolia
Larrea cuneifolia (jarilla macho) es una especie de planta fanerógama de la familia Zygophyllaceae.  Es endémica del oeste de Argentina junto con Larrea nitida. Es la especie de este género que se ubica en los sitios más áridos y generalmente se asocia a afloramientos rocosos del Monte Occidental y la Estepa Patagónica. La única de las cuatro especies sudamericanas que trasciende los límites políticos de Argentina es Larrea divaricata  que se la encuentra también en Chile, Bolivia y Perú. .  Está estrechamente emparentada con la norteamericana Larrea tridentata.

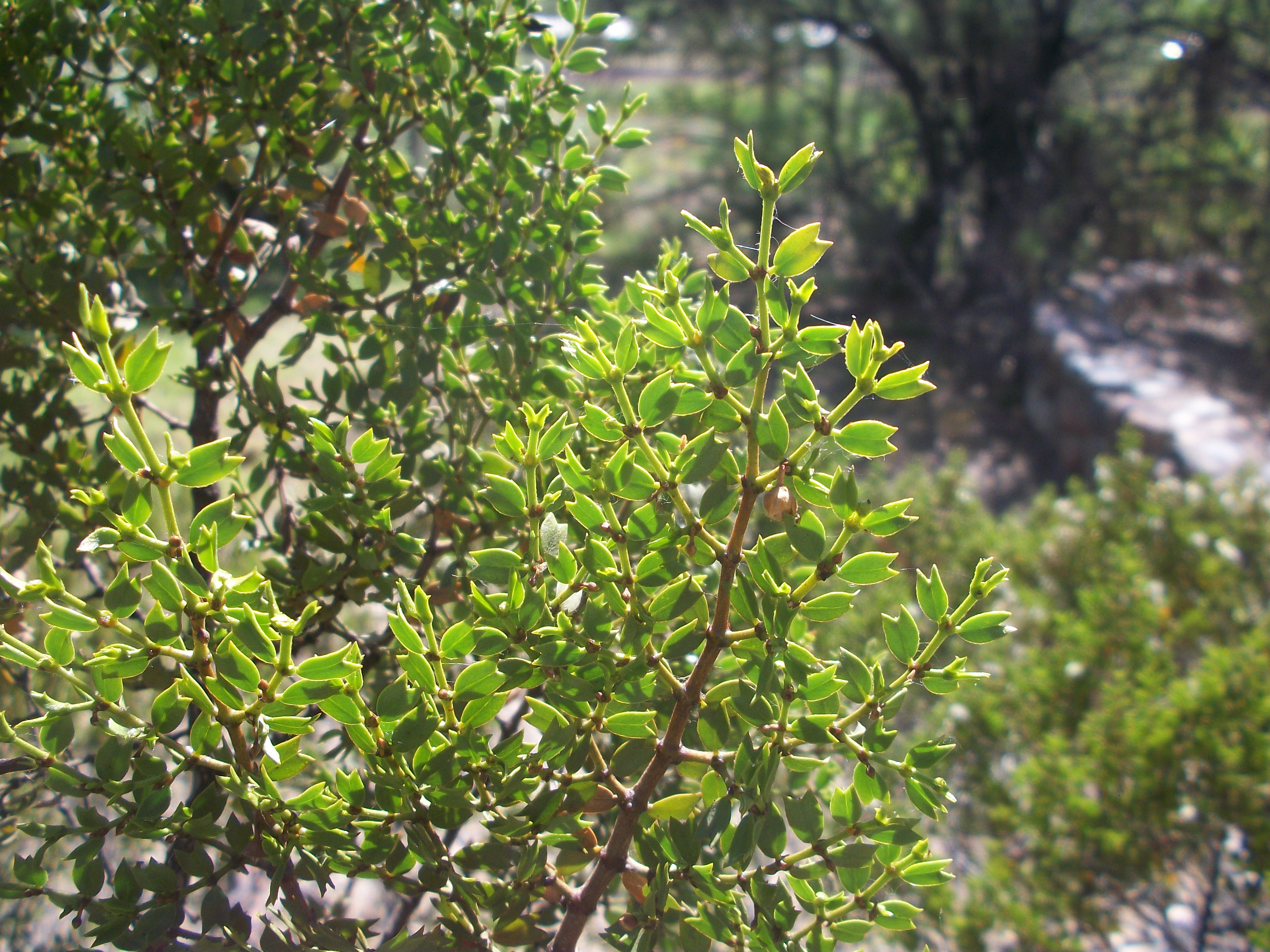
Vista de la planta

## Descripción
Es un arbusto de tallos leñosos, cilíndricos y resinosos; alcanza hasta 3 m de altura. Flores amarillas. Hojas con 2 foliolos, bien soldados y convergentes. Florece de octubre a fines de noviembre. Fruto cápsula con pelos blanco grisáceos (como un copo de algodón), 5 semillas lisas, arriñonadas. Es única en dispersar el fruto completo, a pesar de que el mismo es seco y dehiscente, siendo un caso particular de "dispersión esclerendocoria". En este mecanismo es el follaje el elemento atractivo para el dispersor quien ingiere los frutos al consumir las hojas (Lindorf et al., 1985; Varela y Brown, 1995)

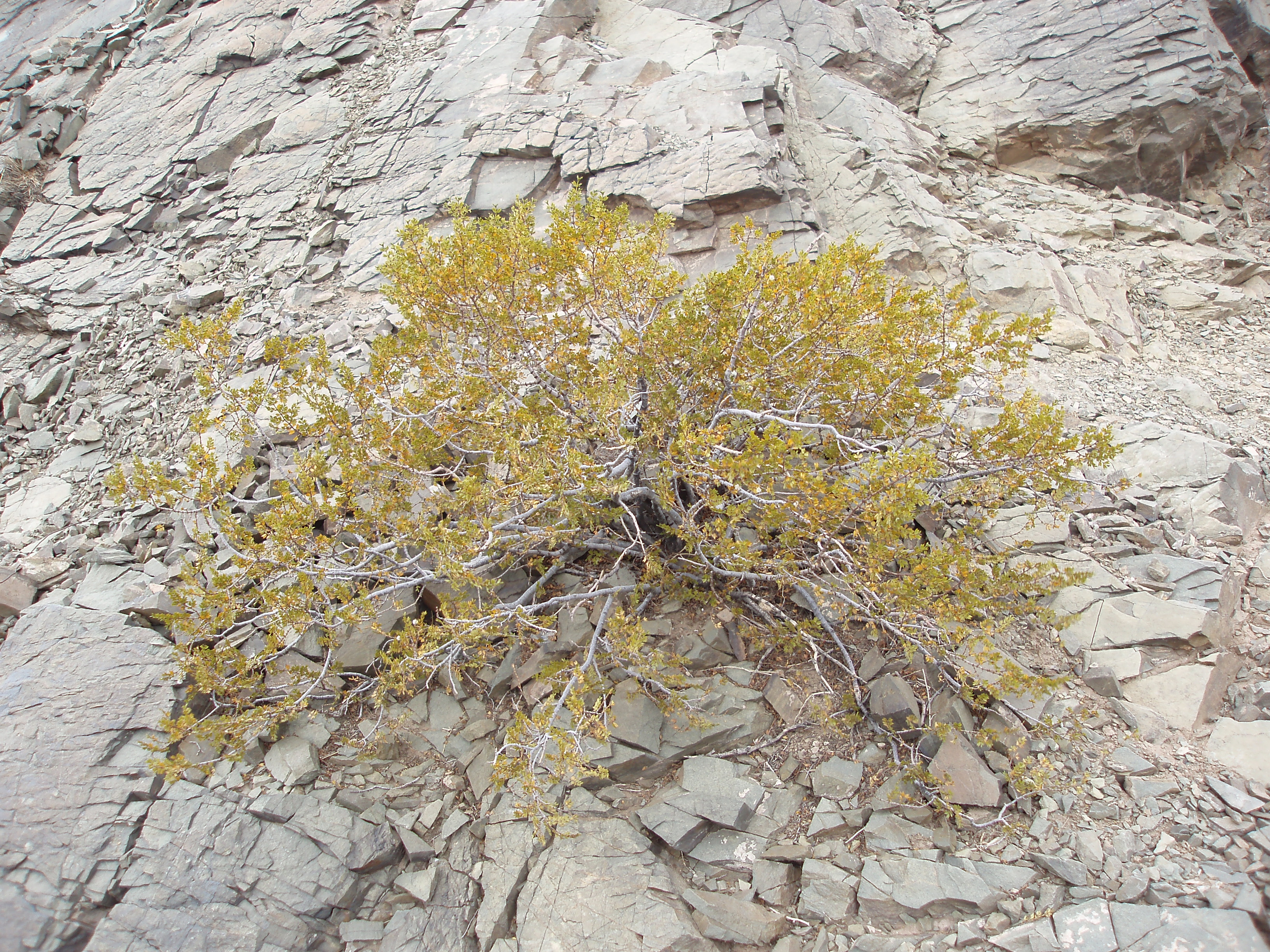
Larrea cuneifolia o Jarilla macho

Integra en forma significativa la ingesta de los caprinos en el período de reposo vegetativo del pastizal natural en el Chaco Árido.  Archivado el 1 de diciembre de 2011 en Wayback Machine.

## Ecología
Se la encuentra en:
- "bosques bajos", con vegetación con estrato abierto o cerrado de leñosas de hasta 15 m  de altura
- "matorrales",	con vegetación densa de arbustos en un estrato superior cerrado de leñosas de hasta 5 m de altura
- pastizales, con vegetación herbácea, mayormente gramíneas, de hasta 1 m de altura, y más del 80% de suelo cubierto; y plantas leñosas de más de 5 dm de altura, ausente o dispersa.

## Usos
De su uso popular, la corteza y las hojas se utilizan para todo tipo de dolencias humanas y animales. Por ejemplo, la infusión de la hoja es indicada para fiebre, y combate el dolor de espalda, y como emenagogo (estimula y favorece el flujo menstrual). Sus cataplasmas cocidas calman el dolor reumático. Y propiedades antiinflamatorias, antitumorales, antivirales, anticoléricas, antiperiódicas, balsámicas, sudoríficas, excitantes y vulnerarias (cura llagas,  heridas).
Las jarillas fueron de los vegetales tintóreos de los calchaquíes, su color de tinción es amarillo.
Es muy utilizada como combustible, debido a que su madera es firme.
Dispone el perfil de sus hojas en sentido norte sur, de tal manera que disminuye la exposición a la fuerte insolación del mediodía estival, evitando así la deshidratación. Por esto mismo, al disponerse de esta forma, sirve para identificar los puntos cardinales en días nublados.

## Taxonomía
Larrea cuneifolia fue descrita por Antonio José de Cavanilles y publicado en Anales de Historia Natural 2(4): 123–124, pl. 19, f. 2. 1800.
Etimología
Ver: Larrea
cuneifolia: epíteto latino que significa "con hojas con la base cónica"